# Alev Korun

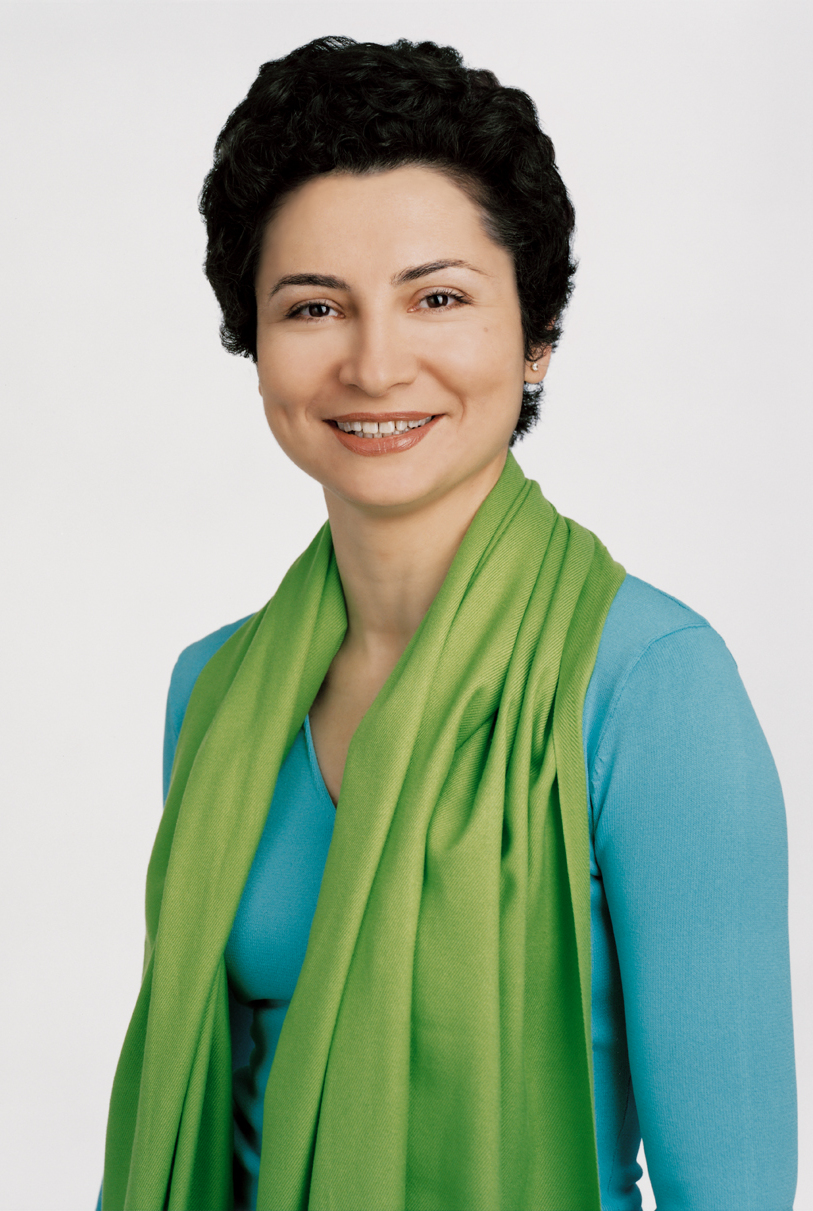
Alev Korun (2008)

Alev Korun (* 27. September 1969 in Ankara) ist eine österreichische Politikerin (Grüne). Sie war seit dem 18. November 2005 Abgeordnete zum Landtag und Mitglied des Wiener Gemeinderats und von 28. Oktober 2008 bis 8. November 2017 Abgeordnete zum Österreichischen Nationalrat.

## Ausbildung und Beruf
Alev Korun besuchte die Volksschule und das Gymnasium in der Türkei und schloss 1988 die Handelsakademie am österreichischen St. Georgs-Kolleg in Istanbul ab. Sie studierte im Anschluss Politikwissenschaft und Gender Studies (Fächerkombination) an den Universitäten Innsbruck und Wien.
Korun arbeitete bei Antirassismus- und Integrationsinitiativen in Tirol und Wien mit und war 1993 in der Grünen Bildungswerkstatt Innsbruck tätig. 1993 bis 1999 war sie am Beratungszentrum Wien für Migrantinnen und Migranten beschäftigt, wo sie die rechtliche und soziale Betreuung von Einwanderern übernahm. 1998 bis 1999 saß sie zudem als NGO-Vertreterin im Integrationsbeirat des Innenministeriums. 1998 gründete sie das Europäische Netzwerk gegen Rassismus mit und war 1999 bis 2005 Fachreferentin für Minderheiten, Migration und Menschenrechte des Grünen Parlamentsklubs.

## Politik
Alev Korun war zwischen 2001 und 2005 Bezirksrätin der Grünen im Wiener Bezirk Landstraße. Bis 2003 führte sie den Grünen Klub im Bezirk zudem als Klubobfrau. Korun hatte 2001 bis 2005 die Funktion eines Landesvorstandsmitglieds der Wiener Grünen inne und war 2002 bis 2005 stellvertretende Landessprecherin der Wiener Grünen. Im November 2005 zog sie als Abgeordnete in den Wiener Landtag und Gemeinderat ein. Sie ist Integrations- und Menschenrechtssprecherin der Wiener Grünen und vertritt die Grünen in der 18. Gesetzgebungsperiode im Ausschuss „Integration, Frauenfragen, KonsumentInnenschutz und Personal“. Ihre politischen Schwerpunkte liegen nach eigenen Angaben in den Bereichen Integrations-, Diversitäts- und Gleichbehandlungspolitik, Antidiskriminierung, Antirassismus, Mehrsprachigkeit und Schule, Migration und Demokratiepolitik und Minderheitenpolitik. Korun trat bei der Nationalratswahl 2008 an dritter Stelle der Bundesliste der Grünen an und zog am 28. Oktober 2008 in den Nationalrat ein.

## Auszeichnungen
- 2017: Großes Goldenes Ehrenzeichen für Verdienste um die Republik Österreich[1]